# Limnophora vicina
Limnophora vicina este o specie de muște din genul Limnophora, familia Muscidae, descrisă de Robineau-desvoidy în anul 1830. Conform Catalogue of Life specia Limnophora vicina nu are subspecii cunoscute.